# Usine de l'Arsenal
 (mars 2025).
L'Usine de l'Arsenal est un monument architectural situé à Saint-Pétersbourg, quai Arsenalnaya.
Le complexe a été érigé lorsqu'un complexe industriel existant a été déplacé de l'autre rive de la Neva. Contrairement à de nombreuses autres entreprises industrielles de Saint-Pétersbourg de l'époque, elle a été construite selon un plan unique.

## Description
Les bâtiments sont situés sur le site autrefois occupé par le chantier naval de la ville, presque en face de l'ancien Arsenal (pour faciliter le transport du matériel par voie d'eau jusqu'au nouvel emplacement). La construction a eu lieu en 1844-1849.
La zone de production a été divisée en zones fonctionnelles. Entre la Neva et la rue moderne du Komsomol se trouvait la production principale – ateliers de travail des métaux, de surveillance des incendies, de soudure et de forge, qui se trouvaient dans un quadrilatère avec une cour au centre, et deux entrepôts face au remblai. Les bâtiments faisant face à la Neva sont conçus pour être perçus depuis l'autre rive ; les façades rouge-brun sont rythmées par des fenêtres cintrées avec des archivoltes. Devant les bâtiments se trouve une descente vers l'eau, agrémentée de canons. La disposition intérieure est en enfilade, dans la plupart des cas on peut voir des plafonds voûtés, des escaliers à limons, à la fois métalliques et moulés. Sur l'attique de la partie centrale se trouvait auparavant un aigle à deux têtes.
Le long de la rue Komsomol, deux bâtiments de trois étages, un atelier de menuiserie et un bâtiment d'officier ont été construits. Sur la porte entre eux se trouvait auparavant une statue de Pierre Ier, maintenant dans le parc devant la porte se trouve un monument-buste de Mikhaïl Frounze. La clôture et le portail sont fabriqués à partir de canons de fusil. Au fond du bloc se trouvaient des bâtiments résidentiels d'artisans. À la fin du XIXe siècle, le quartier est encore construit, jusqu'aux voies ferrées, dans un style de brique en raison de l'expansion de l'entreprise.
En 2021, l'espace culturel « Temple du Cerf » a ouvert ses portes dans l'un des bâtiments du quai ; il est prévu d'agrandir cet espace à l'avenir ; Lors de l'aménagement des lieux, un passage souterrain menant à la jetée a été découvert.

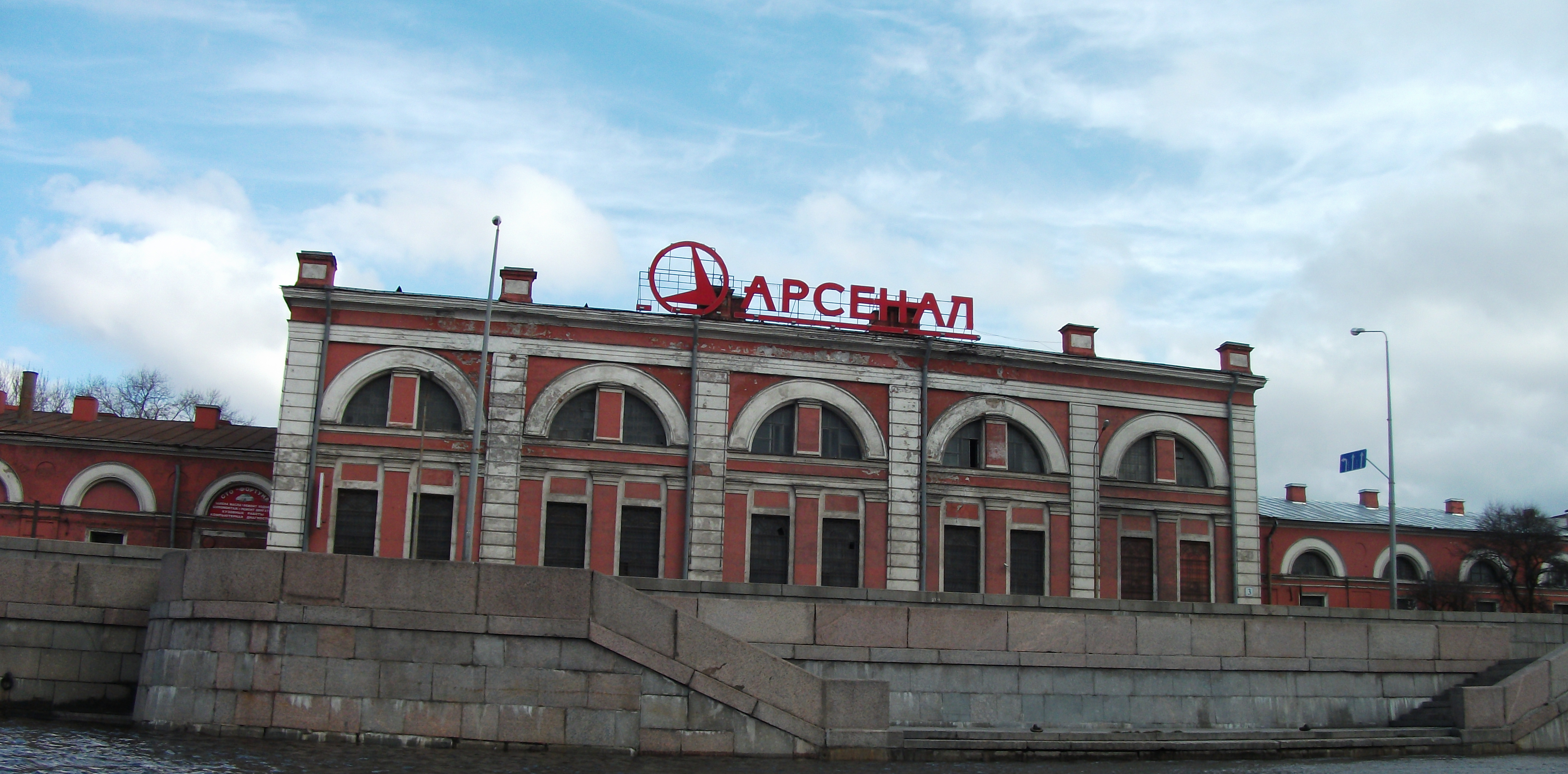
Vue de l'atelier des moniteurs d'incendie depuis la Neva
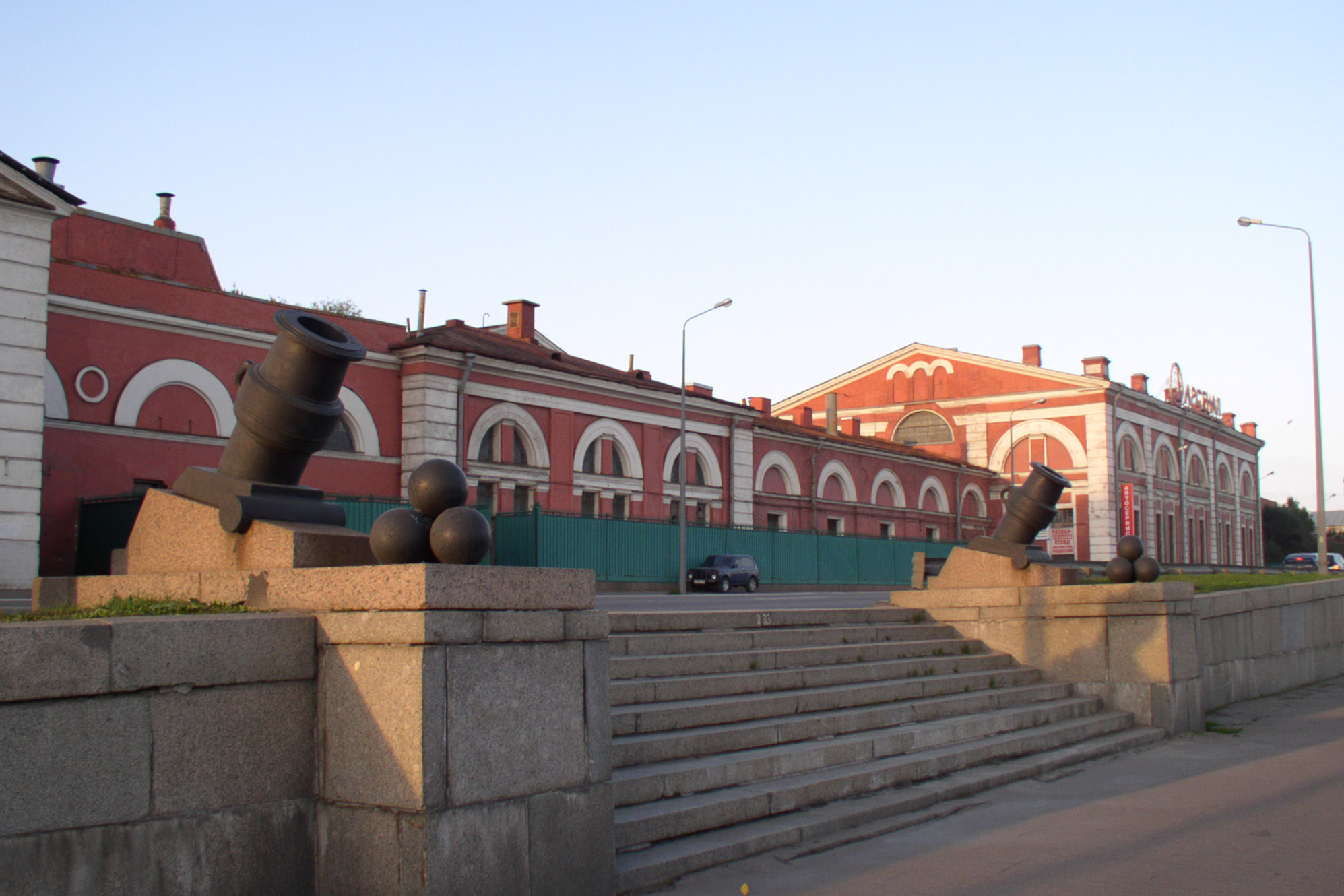
Ateliers et descente vers la Neva aux canons
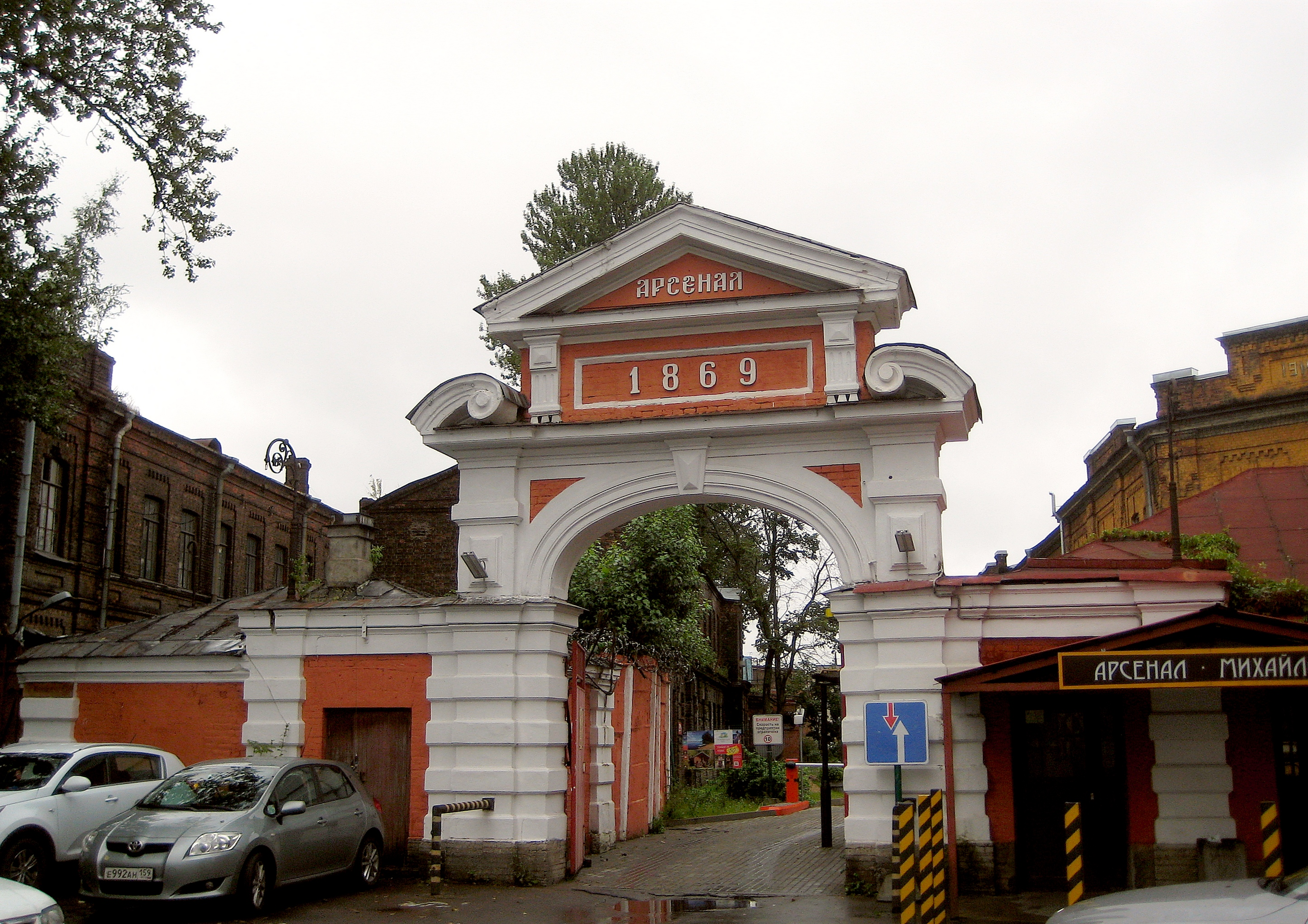
Passage de la rue Mikhaïlova
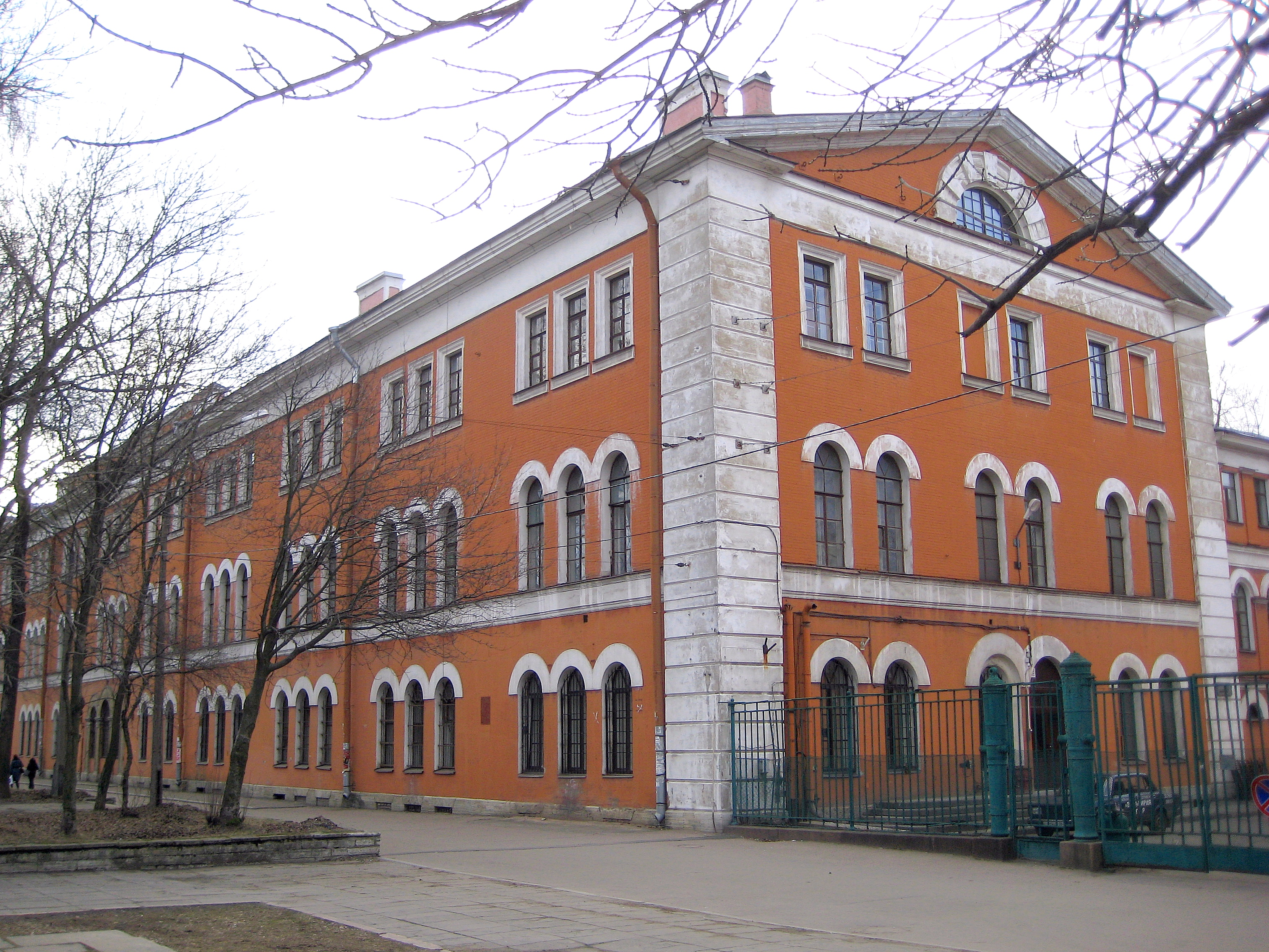
Corps des officiers
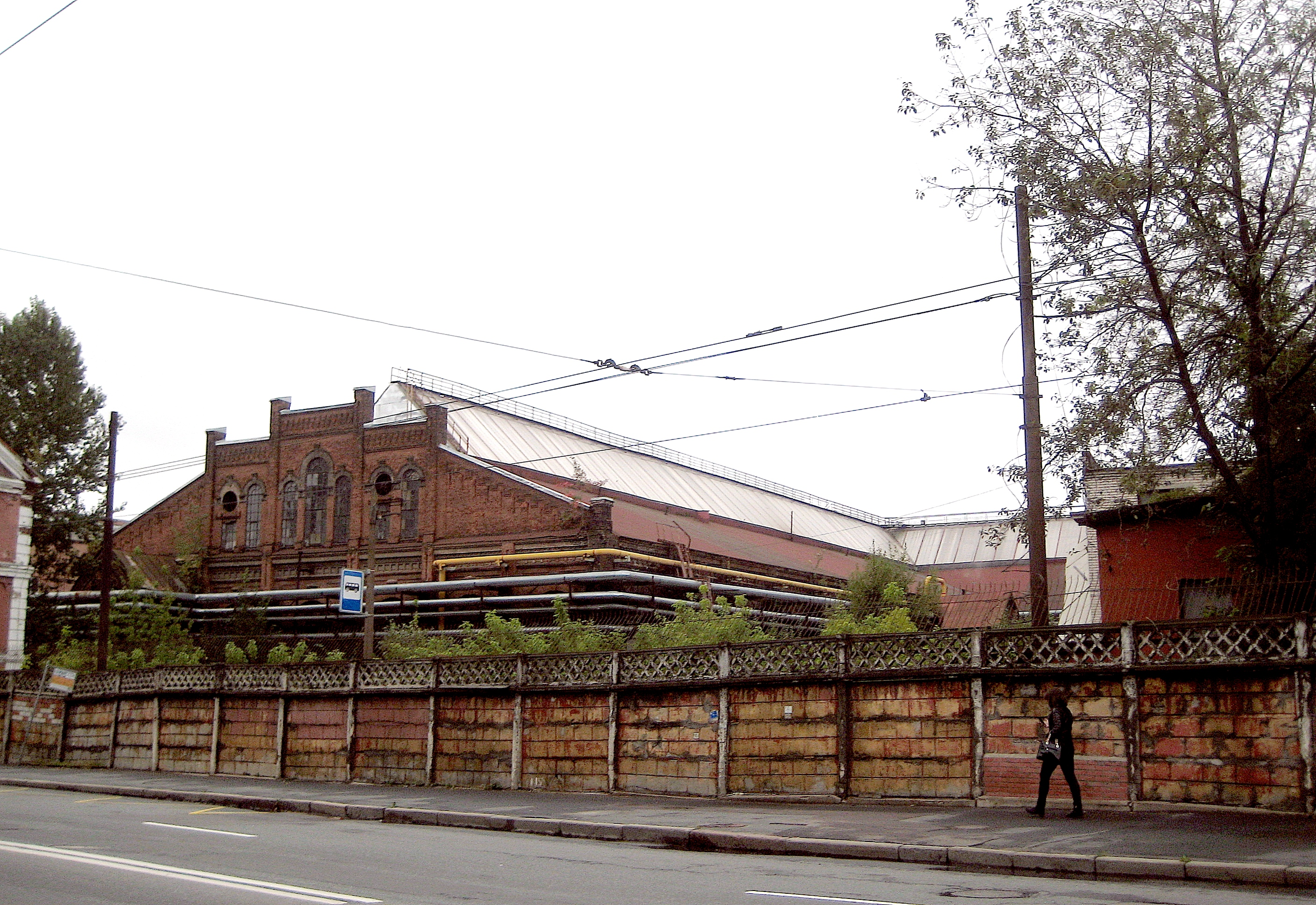
Bâtiment de forge en brique